# Tuszów Narodowy (gmina)
Tuszów Narodowy [ˈtuʂuf narɔˈdɔvɨ] est une commune rurale de la Voïvodie des Basses-Carpates et du powiat de Mielec. Elle s'étend sur 89,5 km² et comptait 7 421 habitants en 2010. Elle se situe à environ 10 kilomètres au nord de Mielec et à 54 kilomètres au nord-ouest de Rzeszów, la capitale régionale.